# Trofeo Melinda 1992
Il Trofeo Melinda 1992, prima storica edizione della corsa, si svolse il 12 agosto 1992 su un percorso di 195 km, con partenza da Malé e arrivo a Fondo. La vittoria fu appannaggio dell'italiano Maurizio Fondriest, che completò il percorso in 5h32'12", alla media di 35,220 km/h, precedendo il connazionale Gianni Bugno e il russo Vjačeslav Ekimov.

## Ordine d'arrivo (Top 10)
| Pos. | Corridore          | Squadra               | Tempo    |
| ---- | ------------------ | --------------------- | -------- |
| 1    | Maurizio Fondriest | Panasonic-Sportlife   | 5h32'12" |
| 2    | Gianni Bugno       | Gatorade-Chateau d'Ax | s.t.     |
| 3    | Vjačeslav Ekimov   | Panasonic-Sportlife   | a 1'41"  |
| 4    | Marco Giovannetti  | Gatorade-Chateau d'Ax | a 1'59"  |
| 5    | Felice Puttini     | ZG Mobili             | a 2'04"  |
| 6    | Flavio Vanzella    | GB-MG Boys            | a 2'08"  |
| 7    | Andrea Ferrigato   | Ceramiche Ariostea    | s.t.     |
| 8    | Rolf Gölz          | Ceramiche Ariostea    | s.t.     |
| 9    | Stefano Colagè     | ZG Mobili             | s.t.     |
| 10   | Laurent Fignon     | Gatorade-Chateau d'Ax | s.t.     |